# 武田秀雄 (海軍軍人)
武田 秀雄（たけだ ひでお、1863年1月5日（文久2年11月16日） - 1942年（昭和17年）2月16日）は、日本の海軍軍人、実業家。最終階級は海軍機関中将。

## 履歴
文久2年（1863年）11月、土佐国香美郡野市村（現：野市町）に生まれる。土佐藩家老の武田秀友の長男。
大阪英語学校を経て、1878年（明治11年）8月、海軍兵学校機関科に入校。1883年（明治16年）10月、海軍機関学校（旧2）を卒業。1886年（明治19年）4月、海軍少機関士（少尉相当官）に任官した。
1890年（明治23年）7月から1894年（明治27年）6月までフランスに留学。帰国後、「厳島」乗組となり日清戦争に出征。次いで軍令部第2局付に異動し、1897年（明治30年）4月、海軍機関少監（少佐相当官）に昇進。1901年（明治34年）7月から翌年9月までフランスに駐在。1902年（明治35年）9月、海軍艦政本部出仕となり、海軍教育本部第2部長に転じ、1903年（明治36年）9月、海軍機関大監（大佐相当官）に進級。
1905年（明治38年）4月、臨時煉炭製造所長に就任し、煉炭製造所長、海軍火薬廠製造部長を歴任し、1909年（明治42年）12月、海軍機関少将に昇進。1910年（明治43年）12月、教育本部第3部長に発令され、1913年（大正2年）12月、海軍機関中将に進み機関学校長に就任。1914年（大正3年）4月に待命となり、同年6月、予備役編入となった。
その後、三菱合資会社顧問、同管掌、三菱造船会長、同理事、三菱内燃機製造会長、三菱電機会長を歴任した。その他、財団法人滝乃川学園理事をつとめ社会福祉事業にも関わった。墓所は青山霊園1-イ-4-1。

## 栄典
勲章等
- 1895年（明治28年）11月18日 - 明治二十七八年従軍記章[3]
- 1902年（明治35年）5月10日 - 明治三十三年従軍記章[4]
- 1905年（明治38年）5月30日 - 勲四等瑞宝章[5]
- 1940年（昭和15年）11月10日 - 勲二等瑞宝章[6]

外国勲章佩用允許
- 1896年（明治29年）6月9日 - フランス共和国：レジオンドヌール勲章シュヴァリエ[7]

## 親族
- 父  :   武田秀友 明治9年5月14日卒 44歳
- 母  :     武田丑衛  大正11年6月12日卒 80歳
- 妻  :     武田貢子  大正8年1月12日卒 50歳
- 義兄（姉の夫）：　武田秀山（陸軍少将、体操練習所（のちの日本体育大学)所長）
- 甥：　武田秀一（陸軍中将）
- 娘婿：　豊田貞次郎（海軍大将）
- 実孫、かつ養嗣子：　武田光雄（海軍大尉、豊田貞次郎の二男）